# Rio Iratinzinho
O rio Iratinzinho é um rio brasileiro que banha o estado do Paraná. 